# Brompton Road (London Underground)

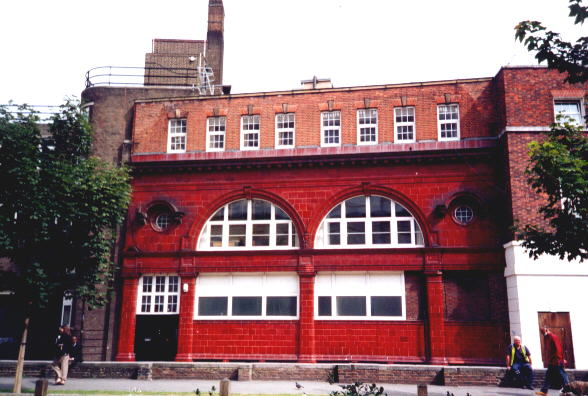
Fragment der Fassade des Stationsgebäudes

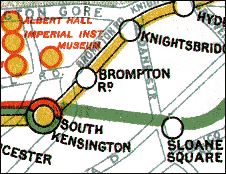
Brompton Road auf dem Netzplan von 1912

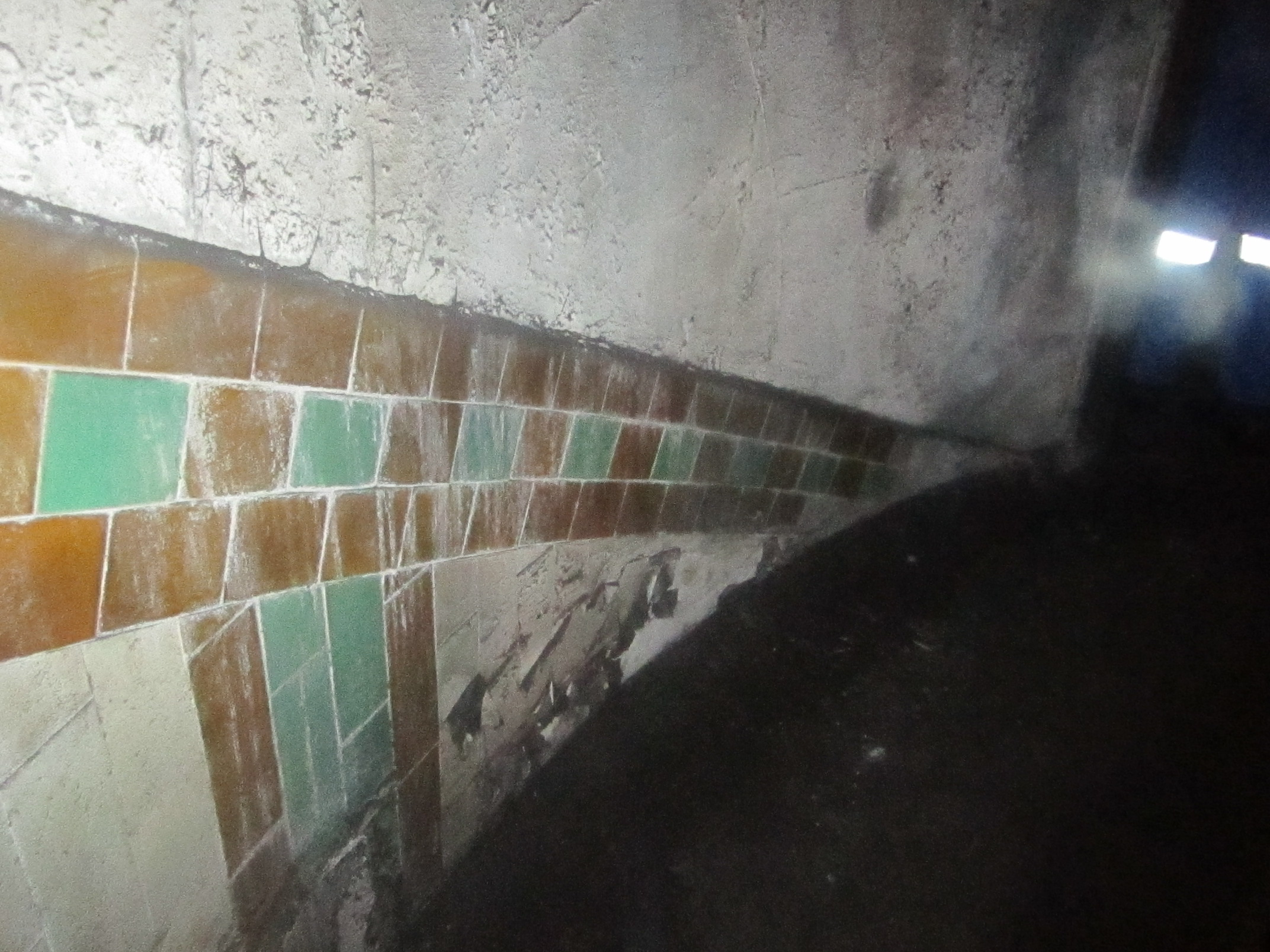
Wandfliesen im Innern (2011)

Brompton Road ist eine geschlossene unterirdische Station der London Underground. Sie befand sich zwischen den Stationen Knightsbridge und South Kensington an der Piccadilly Line. Nach der Schließung im Jahr 1934 diente die Station während des Zweiten Weltkriegs als geheimes militärisches Kommandozentrum. 2014 verkaufte das britische Verteidigungsministerium, der Eigentümer, die Anlage.

## Geschichte
Die Station wurde am 15. Dezember 1906 eröffnet, als Teil des ersten Abschnitts der Great Northern, Piccadilly and Brompton Railway (GNP&BR, heute Piccadilly Line) zwischen Finsbury Park und Barons Court.  Wie die übrigen Stationsgebäude der GNP&BR war auch jenes an der Brompton Road von Leslie Green entworfen worden, mit den typischen glasierten Terrakotta-Ziegeln und den großen halbrunden Fenstern im ersten Stockwerk. Obwohl in der Nähe des Brompton Oratory und des Victoria and Albert Museum gelegen, war das Fahrgastaufkommen gering, weshalb ab Oktober 1909 zahlreiche Züge die Station ohne Halt passierten. Vom 4. Mai bis 4. Oktober 1926 war sie vorübergehend wegen eines Generalstreiks geschlossen, danach bis zum 2. Januar 1927 an Sonntagen. Aus Spargründen wurden zwei der vier Aufzüge entfernt, der Fahrkartenschalter blieb unbesetzt. Am 29. Juli 1934 wurde die Station geschlossen, da das Einzugsgebiet durch den Einbau einer Rolltreppe in der benachbarten Station Knightsbridge markant kleiner geworden war. Man trennte die Bahnsteige mit Mauern von den Gleisen ab. Das War Office, das die Anlage im Jahr 1938 für 24.000 Pfund erworben hatte, richtete hier Büroräume und das Kontrollzentrum der Londoner Flugabwehr ein. Am Ende eines der Bahnsteige malte man eine Projektionsfläche für Filme an die Wand.
Die Hauptfassade wurde 1972 für eine Straßenverbreiterung abgerissen, während die Seitenfassade am Cottage Place erhalten blieb.
Der ehemalige Bankier Ajit Chambers wollte das Gebäude 2009 zu einem Museum ausbauen.
Am 28. Februar 2014 verkaufte das Verteidigungsministerium die Station für 53 Millionen Pfund an den ukrainischen Oligarchen Dmytro Firtasch. Das Gelände sollte mit Wohnungen überbaut werden. Bis Februar 2022 ist aber nichts passiert.